# Паровая машина
Парова́я маши́на или паровой двигатель — тепловой двигатель внешнего сгорания, преобразующий энергию водяного пара в механическую работу возвратно-поступательного движения поршня, а затем во вращательное движение вала. В более широком смысле паровая машина — любой двигатель внешнего сгорания, который преобразует энергию пара в механическую работу, таким образом к паровым машинам можно было бы отнести и паровую турбину, имеющую до сих пор широкое применение во многих областях техники. «Краеугольный камень» промышленной революции.
Паровая машина вместе с рядом подсобных машин и устройств называется паросиловой станцией.

## История
Паровая машина, возможно, была создана и использована Фердинандом Вербистом около 1672 года в его изобретении — игрушке на паровом двигателе, сделанной для китайского императора. Первая же достоверно известная паровая машина была построена в 1698 году французским физиком Дени Папеном и представляла собой цилиндр с поршнем, который поднимался под действием пара, а опускался давлением атмосферы после охлаждения и сжатия отработавшего пара. На этом же принципе были построены в 1705 году вакуумные паровые машины Севери и Ньюкомена для выкачивания воды из копей. Значительные усовершенствования в вакуумной паровой машине были сделаны Джеймсом Уаттом в 1769 году.
В России первая действующая паровая машина была построена в 1766 году по проекту Ивана Ползунова, предложенному им в 1763 году. Машина Ползунова имела два цилиндра с поршнями, работала непрерывно, и все действия в ней проходили автоматически. Но увидеть своё изобретение в работе И. И. Ползунову не пришлось — он умер 27 мая 1766 года, а его машина пущена в эксплуатацию на Барнаульском заводе только летом. Паровая машина Ползунова имела мощность 40 лошадиных сил и была, как и двигатели Ньюкомена, атмосферической машиной.
Барнаульский изобретатель Степан Васильевич Литвинов (1785—1843) создал проекты паровых машин, содержащие ряд новаторских элементов, вошедших в практику теплотехники лишь в XX веке (ступенчатое испарение, прямоточные котлоагрегаты, регенерация тепла). В 1817-27 годах он сконструировал теплосиловую установку, в проекте которой впервые в мире была выдвинута идея использования отработанного тепла. Многие изобретения Литвинова получали высокую оценку, однако в производство не внедрялись. Идеи, применённые в проектах энергоустановок С. В. Литвинова, почти на столетие опередили их применение на практике. Такой разрыв во времени можно объяснить тем, что в окончательном виде 1-й и 2-й законы термодинамики были сформулированы только к середине XIX века. Анализ хронологии открытия этих законов и интуитивных поисков конструкций изобретателей паровых машин убедительно свидетельствуют о гениальных[неопределённость] прозрениях участников этого процесса.
Настоящую революцию в промышленности произвела первая универсальная паровая машина, созданная инженером Джеймсом Уаттом в 1784 году. С этого момента паровая машина перестаёт быть редким и специализированным механизмом для откачки воды из угольных шахт. Дальнейшее значительное усовершенствование парового двигателя (применение на рабочем ходу пара высокого давления вместо вакуума) было сделано американцем Оливером Эвансом в 1786 году и англичанином Ричардом Тревитиком в 1800 году.

## Принцип действия

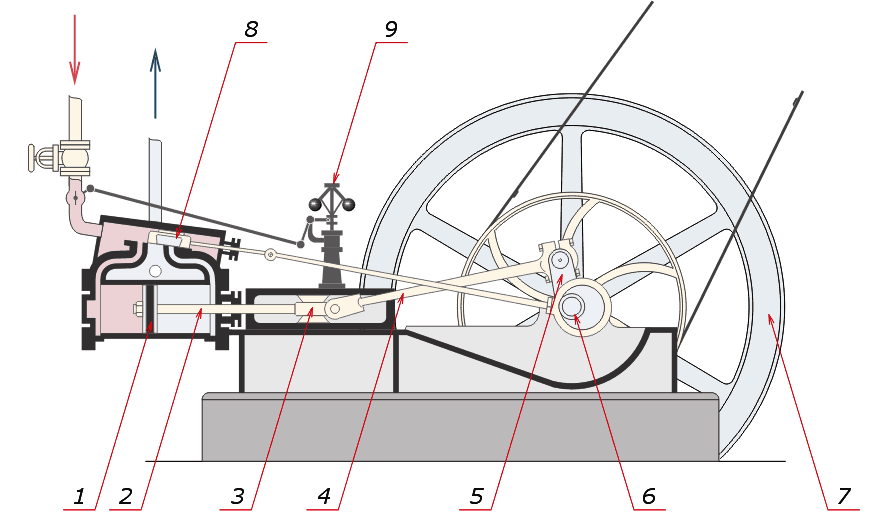
Схема паровой машины тандем: 1 — поршень, 2 — поршневой шток, 3 — ползун (крейцкопф), 4 — шатун, 5 — кривошип, 6 — вал, 7 — маховик, 8 — скользящий клапан, 9 — центробежный регулятор

Схема работы паровой машины двойного действия

Для работы паровой машины необходим паровой котёл, однако можно использовать любой источник тепла для перевода воды до состояния насыщенного пара и последующего перегрева пара (некоторые паровые двигатели работают и на насыщенном паре). Расширяющийся пар давит на поршень или на лопатки паровой турбины, движение которых передаётся другим механическим частям обычно за счёт шатунно-кривошипного механизма.
Принцип действия поршневой паровой машины показан на иллюстрации.
Работа поршня 1 посредством штока 2, ползуна 3, шатуна 4 и кривошипа 5 передаётся главному валу 6, несущему маховик 7, который служит для снижения неравномерности вращения вала. Эксцентрик, сидящий на главном валу, с помощью эксцентриковой тяги приводит в движение золотник 8, управляющий впуском пара в полости цилиндра. Пар из цилиндра выпускается в атмосферу или поступает в конденсатор. Для поддержания постоянного числа оборотов вала при изменяющейся нагрузке паровые машины снабжаются центробежным регулятором 9, автоматически изменяющим сечение прохода пара, поступающего в паровую машину (дроссельное регулирование, показано на рисунке), или момент отсечки наполнения (количественное регулирование).
Поршень образует в цилиндре паровой машины одну или две полости переменного объёма, в которых совершаются процессы сжатия и расширения, что показано кривыми зависимости давления p от объёма V указанных полостей. Эти кривые образуют замкнутую линию в соответствии с тепловым циклом, по которому работает паровая машина между давлениями p1 и p2, а также объёмами V1 и V2. Первичный поршневой двигатель предназначен для преобразования потенциальной тепловой энергии (давления) водяного пара в механическую работу. Рабочий процесс паровой машины обусловлен периодическими изменениями упругости пара в полостях её цилиндра, объём которых изменяется в процессе возвратно-поступательного движения поршня. Пар, поступающий в цилиндр паровой машины, расширяется и перемещает поршень. Возвратно-поступательное движение поршня преобразуется с помощью кривошипно-шатунного механизма во вращательное движение вала. Впуск и выпуск пара осуществляются системой парораспределения. Для снижения тепловых потерь цилиндры паровой машины окружаются паровой рубашкой.
Моменты начала и конца процессов расширения и сжатия пара дают четыре основные точки реального цикла паровой машины: объём Ve, определяемый точкой 1 начала или предварения впуска; объём конца впуска или наполнения Е, определяемый точкой 2 отсечки наполнения; объём предварения выпуска или конца расширения Va, определяемый точкой 3 предварения выпуска; объём сжатия Vc, определяемый точкой 4 начала сжатия. В реальной паровой машине перечисленные объёмы фиксируются парораспределительными органами.

### Коэффициент полезного действия
Коэффициент полезного действия (КПД) теплового двигателя может быть определён как отношение полезной механической работы к затрачиваемому количеству теплоты, содержащейся в топливе. Остальная часть энергии выделяется в окружающую среду в виде тепла.
КПД тепловой машины равен:
{\displaystyle \eta _{th}={\frac {W_{out}}{Q_{in}}}},
где Wout — механическая работа, Дж; Qin — затраченное количество теплоты, Дж.
Тепловой двигатель не может иметь КПД больший, чем у цикла Карно, в котором количество теплоты передаётся от нагревателя с высокой температурой к холодильнику с низкой температурой. КПД идеальной тепловой машины Карно зависит исключительно от разности температур, причём в расчётах используется абсолютная термодинамическая температура. Следовательно, для паровых двигателей необходимы максимально высокая температура T1 в начале цикла (достигаемая, например, с помощью пароперегрева) и как можно более низкая температура T2 в конце цикла (например, с помощью конденсатора):
{\displaystyle \eta _{th}\leq 1-{\frac {T_{2}}{T_{1}}}}
Паровой двигатель, выпускающий пар в атмосферу, будет иметь практический КПД (включая котёл) от 1 до 8 %, однако двигатель с конденсатором и расширением проточной части может улучшить КПД до 25 % и даже более. Тепловая электростанция с пароперегревателем и регенеративным водоподогревом может достичь КПД в 30—42 %. Парогазовые установки с комбинированным циклом, в которых энергия топлива вначале используется для привода газовой турбины, а затем для паровой турбины, могут достигать КПД в 50—60 %. На ТЭЦ эффективность повышается за счёт использования частично отработавшего пара для отопления (турбины с теплофикационными отборами пара) и производственных (турбины с противодавлением) нужд. При этом используется до 90 % энергии топлива и только 10 % рассеивается бесполезно в атмосфере.
Такие различия в эффективности происходят из-за особенностей термодинамического цикла паровых машин. Например, наибольшая отопительная нагрузка приходится на зимний период, поэтому КПД ТЭЦ зимой повышается.
Одна из причин снижения КПД в том, что средняя температура пара в конденсаторе несколько выше, чем температура окружающей среды (образуется т. н. температурный напор). Средний температурный напор может быть уменьшен за счёт применения многоходовых конденсаторов. Повышает КПД также применение экономайзеров, регенеративных воздухоподогревателей и других средств оптимизации парового цикла.
У паровых машин очень важным свойством является то, что изотермическое расширение и сжатие происходят при постоянном давлении, конкретно — при давлении поступающего из котла пара. Поэтому теплообменник может иметь любой размер, а перепад температур между рабочим телом и охладителем или нагревателем составляют около 1 °C. В результате тепловые потери могут быть сведены к минимуму. Для сравнения, перепады температур между нагревателем или охладителем и рабочим телом в двигателях Стирлинга может достигать 100 °C.

### Преимущества и недостатки
Основное преимущество паровых машин как двигателей внешнего сгорания состоит в том, что из-за отделения котла от паровой машины можно использовать практически любой вид топлива (источник тепла) — от дров и кизяка до цепной реакции деления какого-либо делящегося материала, тепла Солнца (использование концентраторов в виде параболических зеркал) или же нагрев от радиоизотопного источника тепла.
Это отличает их от двигателей внутреннего сгорания, каждый тип которых требует использования определённого вида топлива. Наиболее заметно это преимущество при использовании ядерной энергии, поскольку ядерный реактор не в состоянии генерировать механическую энергию, а производит только тепло, которое используется для выработки пара, приводящего в движение паровые машины (обычно паровые турбины). Кроме того, есть и другие источники тепла, которые не могут быть использованы в двигателях внутреннего сгорания, например, солнечная энергия. Интересным направлением является использование энергии разности температур Мирового океана на разных глубинах, а также использование геотермального тепла.
Подобными свойствами также обладают другие типы двигателей внешнего сгорания, такие как двигатель Стирлинга, которые могут обеспечить весьма высокую эффективность, но имеют существенно большие вес и размеры, чем современные типы паровых двигателей.
Паровые локомотивы неплохо показывают себя на больших высотах, поскольку эффективность их работы не падает, а, наоборот, возрастает в связи с низким атмосферным давлением. Паровозы до сих пор используются в горных районах Латинской Америки и Китая, несмотря на то, что в равнинной местности они давно были заменены более современными типами локомотивов, работающих на дизельных двигателях.
В Швейцарии (Brienz Rothhorn) и в Австрии (Schafberg Bahn) новые паровозы, использующие сухой пар, доказали свою эффективность. Этот тип паровоза был разработан на основе моделей Swiss Locomotive and Machine Works (SLM) 1930-х годов, со множеством современных усовершенствований, таких как использование роликовых подшипников, современная теплоизоляция, сжигание в качестве топлива лёгких нефтяных фракций, улучшенные паропроводы, и т. д. В результате такие паровозы имеют на 60 % меньшее потребление топлива и значительно меньшие требования к обслуживанию. Экономические качества таких паровозов сравнимы с современными тепловозами и электровозами.
Кроме того, паровые локомотивы значительно легче, чем дизельные и электрические, что особенно актуально для горных железных дорог.
Особенностью паровых двигателей является то, что они не нуждаются в трансмиссии, передавая усилие непосредственно на колёса.
Важным преимуществом поршневых паровых двигателей является сохранение максимального крутящего момента на любых оборотах, вплоть до самых минимальных. Это даёт паровым транспортным средствам динамику, недостижимую для транспортных средств с ДВС — преодоление уклонов на любой скорости, чрезвычайно медленный ход, плавный ход без рывков и т. д., а безрельсовым обеспечивает исключительную проходимость по бездорожью, несклонность к пробуксовке.
Благодаря высокому крутящему моменту поршневые паровые двигатели также не нуждаются в коробке скоростей и понижающем редукторе, передавая усилие непосредственно на колёса или на дифференциал ведущего моста.
Простота устройства, щадящий температурный режим и низкие обороты, характерные для поршневых паровых двигателей, значительно повышают их ресурс, что обеспечивает им высокую надёжность и долговечность.
Поршневая паровая машина способна длительно выдерживать высокие перегрузки (до 100 %), на что ДВС неспособны.
Поршневая паровая машина не требует поддержания оборотов на холостом ходу и расходует пар строго пропорционально нагрузке, что значительно улучшает её экономичность. В современных автоматизированных котлах высокого давления подача топлива может отключаться сколь угодно часто, как только расход пара прекращается, а повторный пуск происходит практически мгновенно.
Сама по себе поршневая паровая машина почти бесшумна. «Пыхтящий» звук, издаваемый паровозом, создаёт не паровая машина, а конусное устройство, использующие отработавший пар для создания тяги в дымовой трубе.
Сжигание топлива в специальной камере при нормальном давлении позволяет провести полное окисление без образования токсичных продуктов, к которым относятся например диоксины и алкадиены, поэтому им, в отличие от ДВС, не требуются для соответствия экологическим нормам использование дорогих и содержащих драгоценные металлы каталитических нейтрализаторов. Использование геотермальной энергии, энергии солнца или других естественных источников может сделать паровую машину полностью экологически чистой. В результате экологический потенциал паровых машин гораздо выше, чем у двигателей внутреннего сгорания.

## Изобретение и развитие

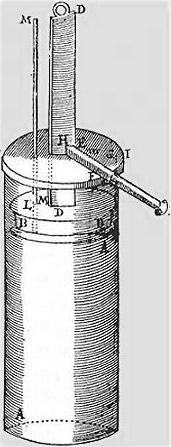
Первая паровая машина Дени Папена (1690)

Паровая машина Папена

Первое известное устройство, приводимое в движение паром, было описано Героном Александрийским в первом столетии. Пар, выходящий по касательной из дюз, закреплённых на шаре, заставлял последний вращаться.
Реальная паровая турбина была изобретена намного позже, в средневековом Египте, турецким астрономом, физиком и инженером XVI века Такиюддином аш-Шами. Он предложил метод вращения вертела посредством потока пара, направляемого на лопасти, закреплённые по ободу колёса.
Подобную машину предложил в 1629 году итальянский инженер Джованни Бранка для вращения цилиндрического анкерного устройства, которое поочерёдно поднимало и отпускало пару пестов в ступах. Паровой поток в этих ранних паровых турбинах был не концентрированным, и большая часть его энергии рассеивалась во всех направлениях, что приводило к значительным потерям энергии.
Паровая машина была создана испанским изобретателем Иеронимо Аянсом де Бомонт, изобретения которого повлияли на патент англичанина Т. Севери (см. ниже).
Принцип действия и применение паровых машин были описаны также в 1655 году англичанином Эдвардом Сомерсетом; в 1663 году он опубликовал проект и установил приводимое в движение паром устройство для подъёма воды на стену Большой башни в замке Реглан (углубления в стене, где двигатель был установлен, были ещё заметны в XIX веке). Однако никто не был готов рисковать деньгами для этой новой революционной концепции, и паровая машина осталась неразработанной.
Одним из опытов французского физика и изобретателя Дени Папена было создание вакуума в закрытом цилиндре. В середине 1670-х годов в Париже он в сотрудничестве с голландским физиком Гюйгенсом работал над машиной, которая вытесняла воздух из цилиндра путём взрыва пороха в нём. Видя неполноту вакуума, создаваемого при этом, Папен после приезда в Англию в 1680 году создал вариант такого же цилиндра, в котором получил более полный вакуум с помощью кипящей воды, которая конденсировалась в цилиндре. Таким образом, он смог поднять груз, присоединённый к поршню верёвкой, перекинутой через шкив. Система работала только как демонстрационная модель: для повторения процесса весь аппарат должен был быть демонтирован и повторно собран. Папен быстро понял, что для автоматизации цикла пар должен быть произведён отдельно в котле. Поэтому Папен считается изобретателем парового котла, проложив таким образом путь к паровому двигателю Ньюкомена. Однако конструкцию действующей паровой машины он не предложил. Папен также проектировал лодку, приводимую в движение колесом с реактивной силой в комбинации концепций Таки ад-Дина и Севери; ему также приписывают изобретение множества важных устройств, например, предохранительного клапана.
Ни одно из описанных устройств фактически не было применено как средство решения полезных задач. Первым применённым на производстве паровым двигателем была «пожарная установка», сконструированная английским военным инженером Томасом Севери в 1698 году. На своё устройство Севери в том же году получил патент. Это был паровой насос без поршня, и, очевидно, не слишком эффективный, так как тепло пара каждый раз терялось во время охлаждения контейнера, и довольно опасный в эксплуатации, так как вследствие высокого давления пара ёмкости и трубопроводы насоса иногда взрывались. Так как это устройство можно было использовать как для вращения колёс водяной мельницы, так и для откачки воды из шахт, изобретатель назвал его «другом рудокопа».
В 1712 году английский кузнец Томас Ньюкомен продемонстрировал свой «атмосферный (вакуумный) двигатель». Это был усовершенствованный паровой двигатель Севери, в котором Ньюкомен применил цилиндр с поршнем и существенно снизил рабочее давление пара. Первым применением двигателя Ньюкомена была откачка воды из глубокой шахты. В шахтном насосе коромысло было связано с тягой, которая спускалась в шахту к камере насоса. Возвратно-поступательные движения тяги передавались поршню насоса, который подавал воду наверх. Именно насос Ньюкомена стал первым паровым двигателем, получившим широкое практическое применение.

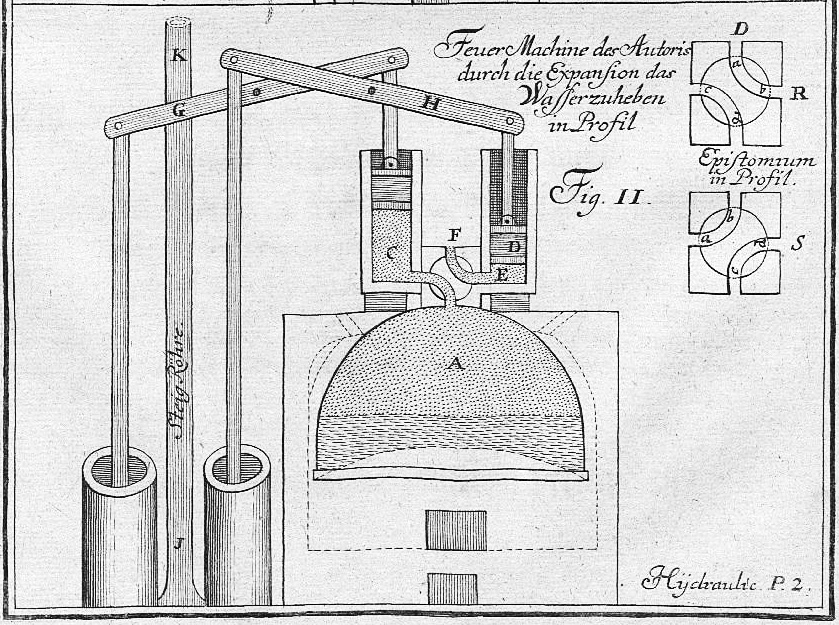
Паровой двигатель Якоба Лёйпольда, 1720

В 1720 году немецкий физик Якоб Лейпольд изобрёл двухцилиндровый паровой двигатель высокого давления, в котором рабочий ход совершается не низким давлением вакуума, образующимся после впрыска воды в цилиндр с горячим водяным паром, как в вакуумных двигателях, а высоким давлением горячего водяного пара. Отработанный пар сбрасывается в атмосферу. Но машины высокого давления были построены только через 80 лет, в начале XIX века, американцем Оливером Эвансом и англичанином Ричардом Тревитиком.
В 1763 году механиком И. И. Ползуновым была спроектирована первая в России двухцилиндровая вакуумная паровая машина для приведения в действие воздуходувных мехов на барнаульских Колывано-Воскресенских заводах, которая была построена в 1764 году.
В 1765 году Джеймс Уатт, для повышения КПД вакуумного двигателя Ньюкомена, сделал отдельный конденсатор. Двигатель всё ещё оставался вакуумным.
В 1781 году Джеймс Уатт запатентовал вакуумную паровую машину с кривошипно-шатунным механизмом, которая производила непрерывное вращательное движение вала (в отличие от поступательного движения в вакуумном двигателе водоподъёмного насоса Ньюкомена). Двигатель всё ещё оставался вакуумным, но вакуумный двигатель Уатта с кривошипно-шатунным механизмом, мощностью 10 лошадиных сил, стало возможным, при наличии каменного угля и воды, устанавливать и использовать в любом месте для любой цели. С вакуумным двигателем Уатта принято связывать начало промышленной революции в Англии.
Первой известной автоматической системой управления была система регулирования скорости пара, установленная на паровом двигателе Уатта в 1775 году; почти век спустя Джеймс Клерк Максвелл описал первую математическую модель автоматизации.
Дальнейшим повышением эффективности парового двигателя было применение пара высокого давления американцем Оливером Эвансом и англичанином Ричардом Тревитиком.
В 1786 году Эванс попытался было запатентовать обычный паровой автомобиль, в котором приводом служила паровая машина высокого давления, но патентное управление отказало Эвансу, посчитав его идею нелепой фантазией. Позже Эванс изготовил в общей сложности около полусотни подобных машин, большая часть которых использовалась для привода насосных установок.
Тревитик, инициатор создания и применения стационарных машин, работающих при высоких давлениях (получил в 1800 году патент на «машину высокого давления»), освоил на практике цилиндрические паровые (так называемые «корнваллийские») котлы (1815). С 1797 года строил модели паровых повозок, а в 1801 году начал строить оригиналы повозок, последняя из которых прошла успешные испытания в Корнуэлле и Лондоне (1802—1803).
В 1801 году Ричард Тревитик построил первый в истории паровоз «Puffing Devil», затем в 1802 году паровоз «Coalbrookdale» для одноимённой угольной компании.
Тревитик успешно строил промышленные однотактовые двигатели высокого давления, известные как «корнуэльские двигатели». Они работали с давлением 50 фунтов на квадратный дюйм, или 345 кПа (3,405 атмосферы). Однако с увеличением давления возникала и большая опасность взрывов в машинах и котлах, что приводило вначале к многочисленным авариям. С этой точки зрения наиболее важным элементом машины высокого давления был предохранительный клапан, который выпускал лишнее давление. Надёжная и безопасная эксплуатация началась только с накоплением опыта и стандартизацией процедур сооружения, эксплуатации и обслуживания оборудования. Множество вакуумных двигателей, построенных ранее по схеме Джеймса Уатта, после изобретения Эванса и Тревитика были перестроены по схеме «корнуэльского двигателя» высокого давления.
В 1769 году французский изобретатель Николя-Жозеф Кюньо продемонстрировал первое действующее самоходное паровое транспортное средство: «fardier à vapeur» (паровую телегу). Возможно, его изобретение можно считать первым автомобилем. Самоходный паровой трактор оказался очень полезным в качестве мобильного источника механической энергии, приводившего в движение другие сельскохозяйственные машины: молотилки, прессы и др. В 1788 году пароход, построенный Джоном Фитчем, уже осуществлял регулярное сообщение по реке Делавэр между Филадельфией (штат Пенсильвания) и Бёрлингтоном (штат Нью-Йорк). Он поднимал на борт 30 пассажиров и шёл со скоростью 7—8 узлов. 21 февраля 1804 года на металлургическом заводе Пенидаррен в городе Мертир-Тидвил в Южном Уэльсе демонстрировался первый самоходный железнодорожный паровой локомотив, построенный Ричардом Тревитиком.
В 1824 году французский учёный и инженер Сади Карно в своём сочинении «О движущей силе огня и о машинах, способных развивать эту силу» впервые описал цикл работы термодинамической системы, позже названный его именем.
С развитием паровозо- и пароходостроения прогресс паровой машины получил новый толчок. В течение XIX века усилиями многих талантливых инженеров паровая машина была значительно усовершенствована. Были разработаны конструкции котлов и различных вспомогательных систем (механизмов парораспределения, топливоподачи и т. п.), ставшие впоследствии классическими. Появились многоступенчатые, компаундные и тандемные типы, интересные промышленные модели. Практический КПД паровой машины был значительно повышен. Требования сухопутного транспорта и мелкого судостроения содействовали появлению компактных моделей с высокой удельной мощностью. Во второй половине века появились типы компоновок и систем, использованные затем в двигателях внутреннего сгорания: V-образные и звездообразные компоновки без крейцкопфа, блок-цилиндры с закрытым картером, тарельчатые клапаны с приводом от кулачкового вала и т. д. Параллельно шла разработка роторных альтернатив: паровой турбины, различных моделей коловратных двигателей.
К началу XX века была уже хорошо разработана теория и практика паровых машин, сохранившаяся до наших дней почти без изменений. Поршневые паровые машины безраздельно властвовали на железнодорожном и морском транспорте, паровые турбины всё чаще находили практическое применение на крупных морских судах. Подавляющее большинство коловратных (роторно-поршневых) типов было опробовано и по тем или иным причинам отвергнуто.
В первые десятилетия XX века отмечается бум транспортных средств с двигателями внутреннего сгорания, значительно пошатнувший авторитет паровой машины. Она уступает более лёгким и компактным конкурентам. К 1930-м годам бензиновые и дизельные двигатели почти полностью вытесняют паровую машину из лёгкого сухопутного транспорта, решительно вторгаются в области железнодорожного транспорта и судостроения. Паровая машина уже безнадёжно устарела.
В 1930-е годы вокруг неё снова намечается некоторое оживление. Появляются новые материалы: нержавеющие стали, способные выдержать высокие температуры и давления, а также лёгкие и прочные алюминиевые сплавы. Это позволяет поднять давление пара до величин 30—100 атм, что делает паровую машину замкнутого цикла сопоставимой по габаритам, эффективности и цене с двигателем внутреннего сгорания. Внедрение водотрубной системы делает котёл компактным и безопасным. Налаживается серийное производство паровых легковых и грузовых автомобилей, тракторов, автобусов и даже танков и самолётов. Появляются новые идеи: внедрение звездообразных паровых машин в ступицы колёс, в задний мост и т. д. Принимаются во внимание ценные качества паровой машины: высокий крутящий момент, отличная проходимость по бездорожью, нетребовательность к топливу, долговечность, бесшумность, плавность хода, отсутствие необходимости поддерживать обороты на холостом ходу и т. п. Паровые машины устанавливаются даже на лимузины.
Однако попытка реанимации идеи паровой машины не удалась: отчасти из-за начавшейся Второй мировой войны, отчасти из-за сформировавшегося у потребителя стереотипа устарелости, громоздкости, грязности и опасности паровой машины, интерес к этим опытам ослабевает. Дольше всего паровая машина продержалась на железнодорожном транспорте, где новые модели паровозов выпускались вплоть до 1990-х годов. Но и здесь постепенно была вытеснена тепловозами, электровозами и газотурбовозами.
Тем не менее идея её не забыта и некоторые экспериментальные работы, и даже попытки серийного производства паровых машин высокого давления, ведутся энтузиастами и в наши дни. Большую ценность представляют так же действующие модели исторических паровых машин, изготавливаемые любителями.
Распространение парового двигателя шло постепенно: механизмы, использующие водную и ветряную энергию, ещё долго конкурировали с паровыми машинами. В частности, до 1870 года в Соединённых Штатах большинство фабрик использовали энергию водяных турбин, а не паровых двигателей. Точно так же постепенно она выходила из употребления. Так, последние паровозы работали на линиях ещё в конце XX века, а некоторые сохраняются работоспособными до наших дней, несмотря даже на то, что КПД паровозной машины один из самых низких. До сих пор именно паровозы и пароходы окутаны неким ореолом романтики. В некоторых странах они и сегодня используются в туристических целях.
Паровые турбины заняли прочные позиции в энергетике и крупном транспортном машиностроении. Однако их КПД сильно зависит от размеров, поэтому паровые турбины малой мощности экономически нецелесообразны и не находят применения в качестве основной силовой установки. В новых разработках транспорта с паровой машиной они используются как вспомогательные приводы, работающие на возвратном пару.

## Классификация
Паровые машины разделяются:
- по способу действия пара на машины с расширением и без него, причём первые считаются наиболее экономичными
- по используемому пару
  - низкого давления (до 12 кг/см2)
  - среднего давления (12—60 кг/см2)
  - высокого давления (свыше 60 кг/см2)
- по числу оборотов вала
  - тихоходные (до 50 об/мин, как на колёсных пароходах)
  - быстроходные.
- по давлению выпускаемого пара
  - на конденсационные (давление в конденсаторе 0,1—0,2 ата)
  - выхлопные (с давлением 1,1—1,2 ата)
  - теплофикационные с отбором пара на нагревательные цели или для паровых турбин давлением от 1,2 ата до 60 ата в зависимости от назначения отбора (отопление, регенерация, технологические процессы, срабатывание высоких перепадов в предвключённых паровых турбинах).
- По расположению цилиндров
  - горизонтальные
  - наклонные
  - вертикальные
- по числу цилиндров
  - одноцилиндровые
  - многоцилиндровые
    - сдвоенные, строенные и т. д., в которых каждый цилиндр питается свежим паром
    - паровые машины многократного расширения, в которых пар последовательно расширяется в 2, 3, 4 цилиндрах возрастающего объёма, переходя из цилиндра в цилиндр через т. н. ресиверы (коллекторы).

По типу передаточного механизма паровые машины многократного расширения делятся на тандем-машины и компаунд-машины. Особую группу составляют прямоточные паровые машины, в которых выпуск пара из полости цилиндра осуществляется кромкой поршня.
По их применению: на стационарные машины и нестационарные (в том числе передвижные), устанавливаемые на различные типы транспортных средств.
Стационарные паровые машины могут быть разделены на два типа по режиму использования:
- Машины с переменным режимом, к которым относятся машины транспортных средств, строительно-дорожных машин, металлопрокатных станов, паровые лебёдки и подобные устройства, которые должны часто останавливаться и менять направление вращения;
- Силовые машины, которые редко останавливаются и не должны менять направление вращения. Они включают энергетические двигатели на электростанциях, а также промышленные двигатели, использовавшиеся на заводах, фабриках и на кабельных железных дорогах до широкого распространения электрической тяги. Двигатели малой мощности используются на судовых моделях и в специальных устройствах.

Паровая лебёдка в сущности является стационарным двигателем, но установлена на опорной раме, чтобы её можно было перемещать. Она может быть закреплена тросом за якорь и передвинута собственной тягой на новое место.

## Паровые машины с возвратно-поступательным движением
Двигатели с возвратно-поступательным движением используют энергию пара для перемещения поршня в герметичной камере или цилиндре. Возвратно-поступательное действие поршня может быть механически преобразовано в линейное движение поршневых насосов или во вращательное движение для привода вращающихся частей станков или колёс транспортных средств.

### Вакуумные машины

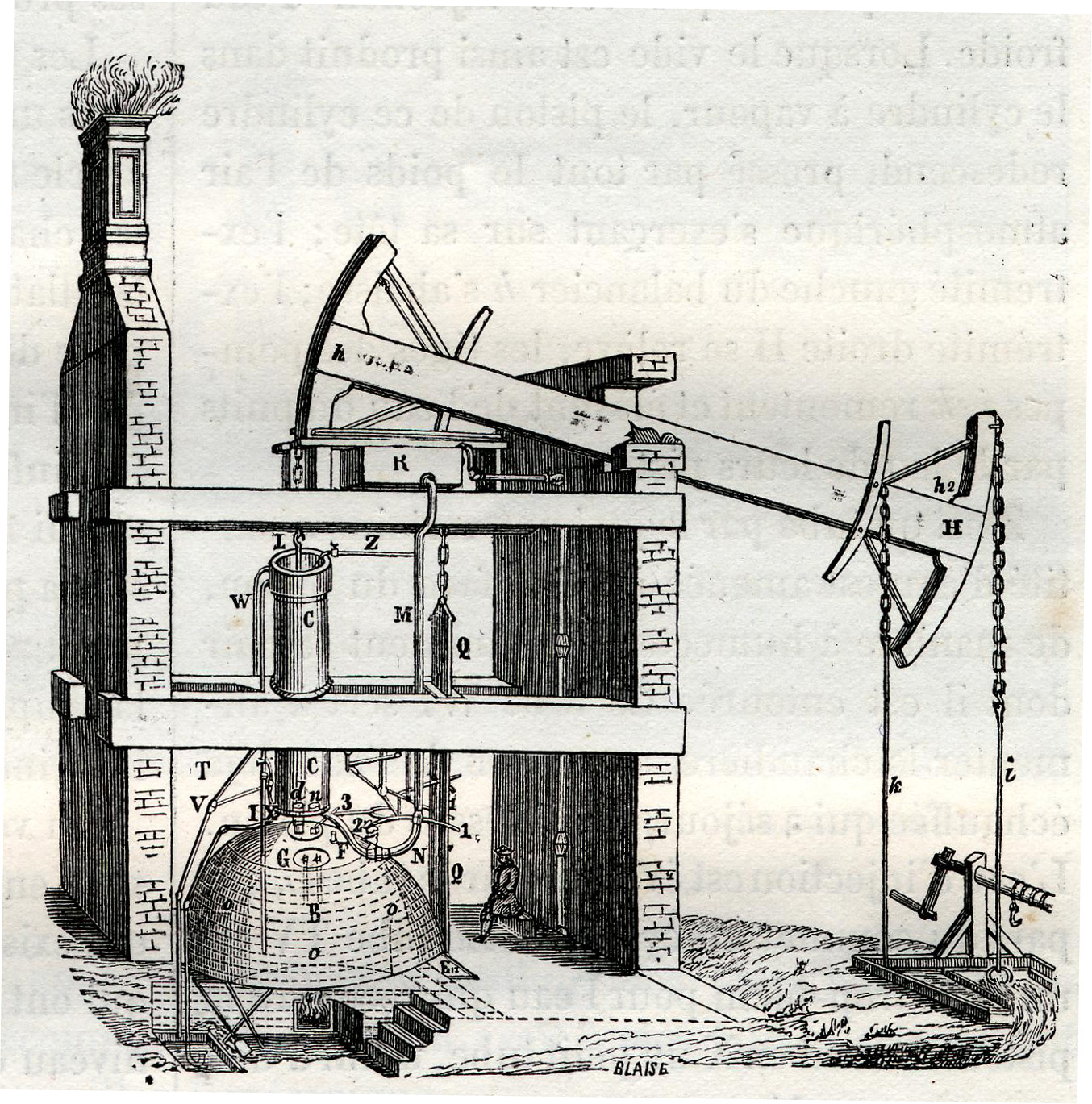
Гравюра двигателя Ньюкомена. Это изображение скопировано с рисунка в работе Дезаглирса «Курс экспериментальной философии» (1744), которая является изменённой копией гравюры Генри Битона, датированной 1717 годом. Вероятно, изображён второй двигатель Ньюкомена, установленный приблизительно в 1714 году в угольной шахте Гриф в Уоркшире

Ранние паровые машины назывались вначале «огневыми машинами», а также «атмосферными» или «конденсирующими» двигателями Уатта. Они работали на вакуумном принципе и поэтому известны также как «вакуумные двигатели». Такие машины работали для привода поршневых насосов, во всяком случае, нет никаких свидетельств о том, что они использовались в иных целях. При работе паровой машины вакуумного типа в начале такта пар низкого давления впускается в рабочую камеру или цилиндр. Впускной клапан после этого закрывается, и пар охлаждается, конденсируясь. В двигателе Ньюкомена охлаждающая вода распыляется непосредственно в цилиндр, и конденсат сбегает в сборник конденсата. Таким образом создаётся вакуум в цилиндре. Атмосферное давление в верхней части цилиндра давит на поршень, и вызывает его перемещение вниз, то есть рабочий ход.
Поршень связан цепью с концом большого коромысла, вращающегося вокруг своей середины. Насос под нагрузкой связан цепью с противоположным концом коромысла, которое под действием насоса возвращает поршень к верхней части цилиндра силой гравитации. Так происходит обратный ход. Давление пара низкое и не может противодействовать движению поршня.
Постоянное охлаждение и повторное нагревание рабочего цилиндра машины было очень расточительным и неэффективным, тем не менее, эти паровые машины позволяли откачивать воду с большей глубины, чем это было возможно до их появления. В 1774 году появилась версия паровой машины, созданная Уаттом в сотрудничестве с Мэттью Боултоном, основным нововведением которой стало вынесение процесса конденсации в специальную отдельную камеру (конденсатор). Эта камера помещалась в ванну с холодной водой, и соединялась с цилиндром трубкой, перекрывающейся клапаном. К конденсационной камере была присоединена специальная небольшая вакуумная помпа (прообраз конденсатного насоса), приводимая в движение коромыслом и служащая для удаления конденсата из конденсатора. Образовавшаяся горячая вода подавалась специальным насосом (прообразом питательного насоса) обратно в котёл. Ещё одним радикальным нововведением стало закрытие верхнего конца рабочего цилиндра, в верхней части которого теперь находился пар низкого давления. Этот же пар присутствовал в двойной рубашке цилиндра, поддерживая его постоянную температуру. Во время движения поршня вверх этот пар по специальным трубкам передавался в нижнюю часть цилиндра, для того, чтобы подвергнуться конденсации во время следующего такта. Машина, по сути, перестала быть «атмосферной», и её мощность теперь зависела от разницы давлений между паром низкого давления и тем вакуумом, который удавалось получить.

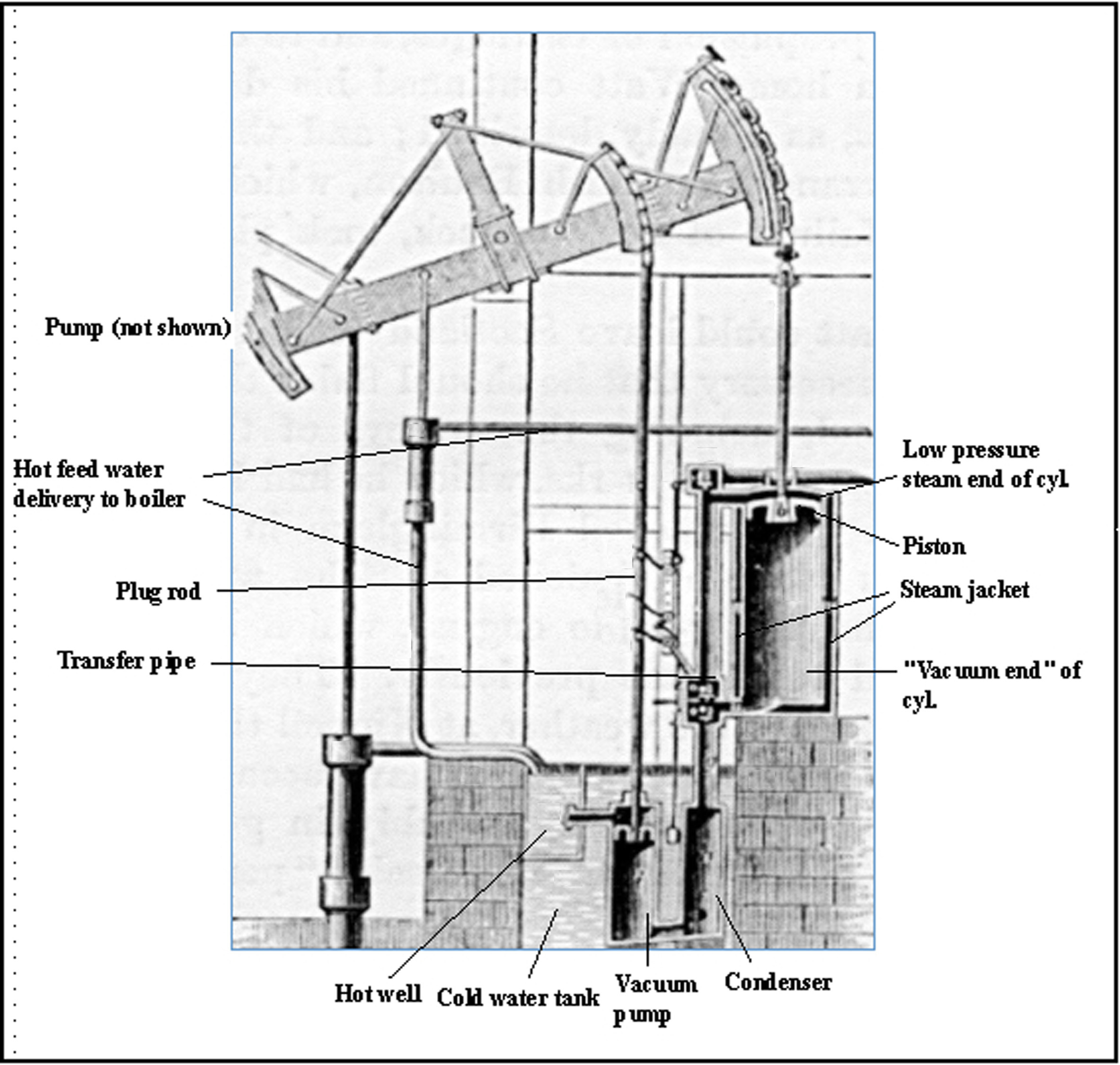
Версия паровой машины, созданная Уаттом

В паровой машине Ньюкомена смазка поршня осуществлялась небольшим количеством налитой на него сверху воды, в машине Уатта это стало невозможным, поскольку в верхней части цилиндра теперь находился пар, пришлось перейти на смазку смесью тавота и нефти. Такая же смазка использовалась в сальнике штока цилиндра.
Вакуумные паровые машины, несмотря на очевидные ограничения их эффективности, были относительно безопасны, использовали пар низкого давления, что вполне соответствовало общему невысокому уровню котельных технологий XVIII века. Мощность машины ограничивалась низким давлением пара, размерами цилиндра, скоростью сгорания топлива и испарения воды в котле, а также размерами конденсатора. Максимальный теоретический КПД был ограничен относительно малой разницей температур по обе стороны поршня; это делало вакуумные машины, предназначенные для промышленного использования, слишком большими и дорогими.

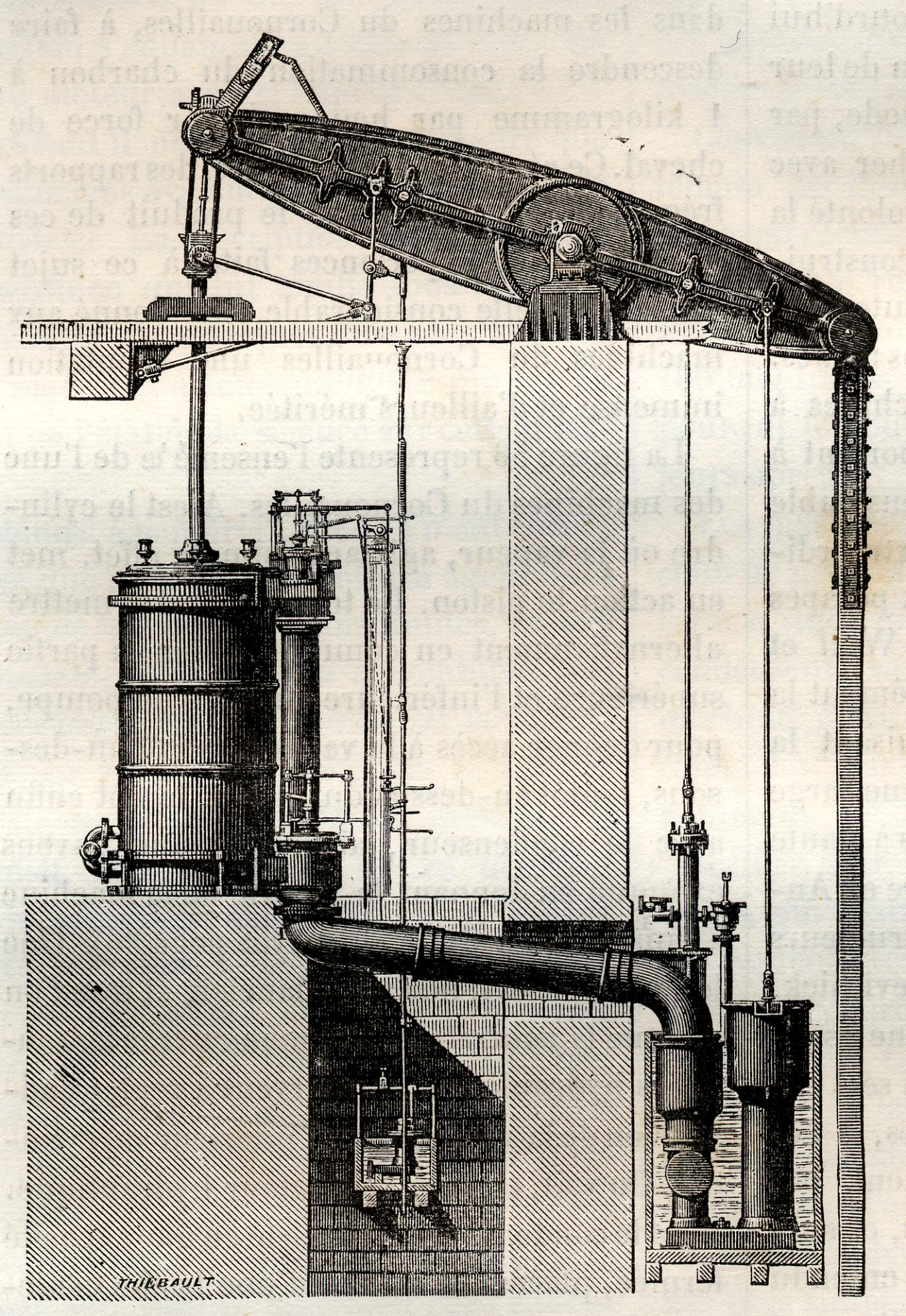
Корнуэльская машина, построенная Тревитиком

Приблизительно в 1811 году Ричард Тревитик усовершенствовал машину Уатта. Давление пара над поршнем достигло 275 кПа (2,8 атмосферы), и именно оно давало основную мощность для совершения рабочего хода; кроме того, был существенно усовершенствован конденсатор. Такие машины получили название корнуэльских, и строились вплоть до 1890-х годов. Множество старых машин Уатта было реконструировано до этого уровня. Некоторые из корнуэльских машин имели весьма большой размер.

### Паровые машины высокого давления
В паровых машинах пар поступает из котла в рабочую камеру цилиндра, где расширяется, оказывая давление на поршень и совершая полезную работу. После этого расширенный пар может выпускаться в атмосферу или поступать в конденсатор. Важное отличие машин высокого давления от вакуумных состоит в том, что давление отработанного пара превышает атмосферное или равно ему, то есть вакуум не создаётся. Отработанный пар обычно имел давление выше атмосферного и часто выбрасывался в дымовую трубу, что позволяло увеличить тягу котла.
Важность увеличения давления пара состоит в том, что при этом он приобретает более высокую температуру. Таким образом, паровая машина высокого давления работает при большей разнице температур чем та, которую можно достичь в вакуумных машинах. После того, как машины высокого давления заменили вакуумные, они стали основой для дальнейшего развития и совершенствования всех возвратно-поступательных паровых машин. Однако то давление, которое считалось в 1800 году высоким (275—345 кПа), сейчас рассматривается как очень низкое — давление в современных паровых котлах в десятки раз выше.
Дополнительное преимущество машин высокого давления состоит в том, что они намного меньше при заданном уровне мощности, и соответственно, существенно менее дорогие. Кроме того, такая паровая машина может быть достаточно лёгкой и компактной, чтобы использоваться на транспортных средствах. Возникший в результате паровой транспорт (паровозы, пароходы) революционизировал коммерческие и пассажирские перевозки, военную стратегию, и вообще затронул практически каждый аспект общественной жизни.

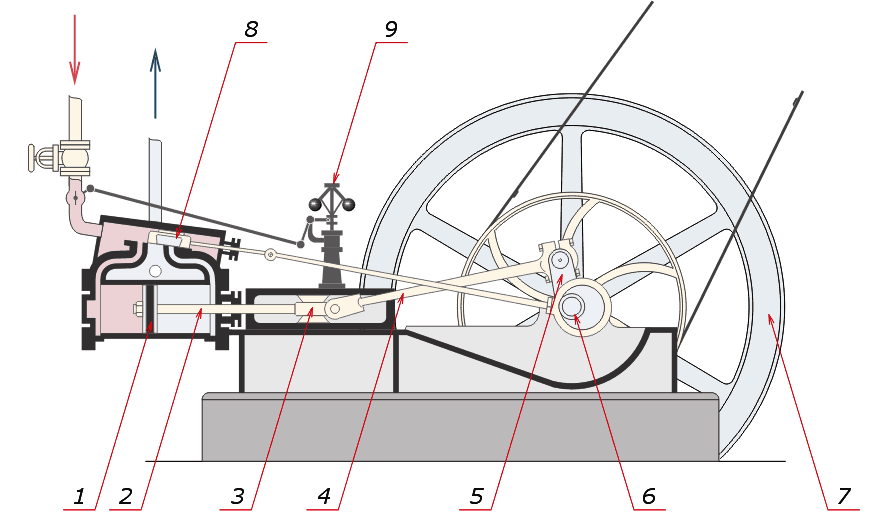
Схема горизонтальной одноцилиндровой паровой машины высокого давления, двойного действия. Отбор мощности осуществляется приводным ремнём: 1 — поршень; 2 — шток поршня; 3 — ползун; 4 — шатун; 5 — коленчатый вал; 6 — эксцентрик для привода клапана; 7 — маховик; 8 — золотник; 9 — центробежный регулятор

#### Паровые машины двойного действия
Следующим важным шагом в развитии паровых машин высокого давления стало изобретение в 1782 году Джеймсом Уаттом машины двойного действия. В машинах одиночного действия поршень перемещался в одну сторону силой расширяющегося пара, но обратно он возвращался или под действием гравитации, или за счёт момента инерции вращающегося маховика, соединённого с паровой машиной.
В паровых машинах двойного действия свежий пар поочерёдно подаётся в обе стороны рабочего цилиндра, в то время как отработанный пар с другой стороны цилиндра выходит в атмосферу или в конденсатор. Это потребовало создания достаточно сложного механизма парораспределения. Принцип двойного действия повышает скорость работы машины и улучшает плавность хода.
Поршень такой паровой машины соединён со скользящим штоком, выходящим из цилиндра. К этому штоку крепится качающийся шатун, приводящий в движение кривошип маховика. Система парораспределения приводится в действие другим кривошипным механизмом. Механизм парораспределения может иметь функцию реверса для того, чтобы можно было менять направление вращения маховика машины.
Паровая машина двойного действия примерно вдвое мощнее обычной паровой машины, и кроме того, может работать с намного более лёгким маховиком. Это уменьшает вес и стоимость машин.
Большинство возвратно-поступательных паровых машин использует именно этот принцип работы, что хорошо видно на примере паровозов. Когда такая машина имеет два или более цилиндров, кривошипы устанавливаются со сдвигом в 90 градусов для того, чтобы гарантировать возможность запуска машины при любом положении поршней в цилиндрах. Некоторые колёсные пароходы имели одноцилиндровую паровую машину двойного действия, и на них приходилось следить, чтобы колесо не останавливалось в мёртвой точке, то есть в таком положении, при котором запуск машины невозможен.
В 1832 году впервые в России на заводе была построена паровая машина с кривошипно-шатунным механизмом для военного парохода «Геркулес» (строитель парохода — английский кораблестроитель на русской службе В. Ф. Стокке). Это была первая в мире удачная для пароходов паровая машина без балансира в 240 сил. Англичане дважды, в 1822 и 1826 годах, делали попытку изготовить такие машины для своих пароходов, но они оказались неудачными и их пришлось заменить обычными балансирными машинами. Лишь на пароходе «Горгон» (Gorgon), спущенном на воду в 1837 году, они смогли установить машину прямого действия (без балансира), которая стала работать нормально.

## Парораспределение

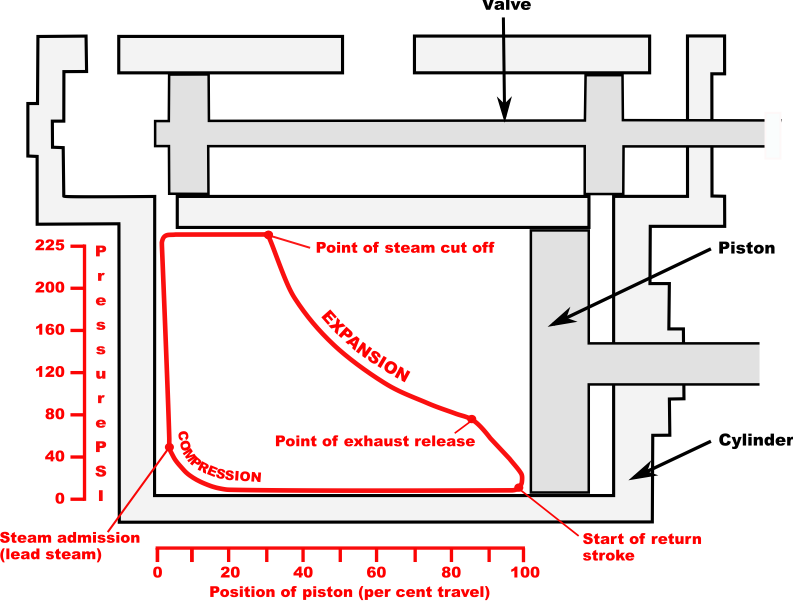
Индикаторная диаграмма, показывающая четырёхфазный цикл поршневой паровой машины двойного действия

В большинстве возвратно-поступательных паровых машин пар изменяет направление движения в каждом такте рабочего цикла, поступая в цилиндр и выходя из него через один и тот же коллектор. Полный цикл двигателя занимает один полный оборот кривошипа и состоит из четырёх фаз — впуска, расширения (рабочая фаза), выпуска и сжатия. Эти фазы контролируются клапанами в «паровой коробке», смежной с цилиндром. Клапаны управляют потоком пара, последовательно соединяя коллекторы каждой стороны рабочего цилиндра с впускным и выпускным коллектором паровой машины. Клапаны приводятся в движение клапанным механизмом какого-либо типа.
Простейший клапанный механизм даёт фиксированную продолжительность рабочих фаз и обычно не имеет возможности изменять направление вращения вала машины. Большинство клапанных механизмов более совершенны, имеют механизм реверса, а также позволяют регулировать мощность и крутящий момент машины путём изменения «отсечки пара», то есть изменяя соотношение фаз впуска и расширения. Так как обычно один и тот же скользящий клапан управляет и входным и выходным потоком пара, изменение этих фаз также симметрично влияет на соотношения фаз выпуска и сжатия. И здесь существует проблема, поскольку соотношение этих фаз в идеале не должно меняться: если фаза выпуска станет слишком короткой, то большая часть отработанного пара не успеет покинуть цилиндр, и создаст существенное противодавление на фазе сжатия.
В 1840-х и 1850-х годах было совершено множество попыток обойти это ограничение, в основном путём создания схем с дополнительным клапаном отсечки, установленном на основном распределительном клапане, но такие механизмы не показывали удовлетворительной работы, к тому же получались слишком дорогими и сложными. С тех пор обычным компромиссным решением стало удлинение скользящих поверхностей золотниковых клапанов с тем, чтобы впускное окно было перекрыто дольше, чем выпускное. Позже были разработаны схемы с отдельными впускными и выпускными клапанами, которые могли обеспечить практически идеальный цикл работы, но эти схемы редко применялись на практике, особенно на транспорте, из-за своей сложности и возникающих эксплуатационных проблем.

### Сжатие
Выпускное окно цилиндра паровой машины перекрывается несколько раньше, чем поршень доходит до своего крайнего положения, что оставляет в цилиндре некоторое количество отработанного пара. Это означает, что в цикле работы присутствует фаза сжатия, формирующая так называемую «паровую подушку», замедляющую движение поршня в его крайних положениях. Кроме того, это устраняет резкий перепад давления в самом начале фазы впуска, когда в цилиндр поступает свежий пар.

### Опережение
Описанный эффект «паровой подушки» усиливается также тем, что впуск свежего пара в цилиндр начинается несколько раньше, чем поршень достигнет крайнего положения, то есть присутствует некоторое опережение впуска. Это опережение необходимо для того, чтобы перед тем, как поршень начнёт свой рабочий ход под действием свежего пара, пар успел бы заполнить то мёртвое пространство, которое возникло в результате предыдущей фазы, то есть каналы впуска-выпуска и неиспользуемый для движения поршня объём цилиндра.

### Простое расширение
Простое расширение предполагает, что пар работает только при расширении его в цилиндре, а отработанный пар выпускается напрямую в атмосферу или поступает в специальный конденсатор. Остаточное тепло пара при этом может быть использовано, например, для обогрева помещения или транспортного средства, а также для предварительного подогрева воды, поступающей в котёл.

### Компаунд
В паровой машине «одиночного расширения» пар под давлением парового котла впускается в цилиндр и начинает двигать поршень. Чтобы поднять эффективность машины, в определённый момент хода поршня (точка отсечки) впускной паровой клапан закрывается (например на 25 % хода поршня), а уже впущенный пар (рабочее тело) продолжает расширяться, двигая поршень до окончания его хода. После этого, отработанный пар выпускается либо в атмосферу, либо в конденсатор.
Более раннее закрытие впускного клапана увеличивает степень расширения рабочего пара, что в идеальных условиях позволяет пару совершить больше полезной работы. Под идеальными условиями подразумевается полная теплоизоляция пара, при которой он может расширяться адиабатически и его температура будет падать вместе с увеличением объёма. В реальных же условиях существует предел уменьшению времени отсечки в большей степени из-за теплообмена пара со стенками цилиндра. При впуске пара, в начале цикла, это приводит к охлаждению рабочего пара без совершения работы, а в конце цикла приводит к нагреву пара. Этот паразитный теплообмен приводит к уменьшению эффективности двигателя (см. КПД).
Компаунд-машины стали эффективным решением этой проблемы посредством разделения одного цилиндра на несколько, работающих при разных температурах. Идею таких машин впервые предложил и запатентовал Джеймс Уатт уже в 1781 году, и в 1804 году она была использована Артуром Вульфом в своей компаундной машине высокого давления. В ней высокотемпературный пар из парового котла поступал в цилиндр высокого давления, а после этого, отработанный пар с более низкой температурой и давлением перекачивался в цилиндр (или цилиндры) низкого давления, где он продолжал своё расширение. Это уменьшило перепад температуры стенок цилиндров в течение каждого цикла, что в целом снизило тепловые потери и улучшило коэффициент полезного действия паровой машины.
Такая схема также известна под названием «двойное расширение», поскольку расширение пара происходит в две стадии. Так как пар из цилиндра высокого давления продолжал своё расширение в цилиндре низкого давления, второй имеет больший объём. Иногда цилиндр низкого давления разделяли на два, из-за чего машина имела три приблизительно одинаковых по размеру цилиндра. Такую схему было легче балансировать.
Двухцилиндровые компаундные машины могут быть классифицированы как:
- перекрёстный компаунд — цилиндры расположены рядом, их паропроводящие каналы перекрещены.
- тандемный компаунд — цилиндры располагаются последовательно, и используют один шток.
- угловой компаунд — цилиндры расположены под углом друг к другу, обычно 90 градусов, и работают на один кривошип.

После 1880-х годов компаундные паровые машины получили широкое распространение на производстве и транспорте и стали практически единственным типом, используемым на пароходах. Использование их на паровозах не получило такого широкого распространения, поскольку они оказались слишком сложными, частично из-за того, что сложными были условия работы паровых машин на железнодорожном транспорте. Несмотря на то, что компаундные паровозы так и не стали массовым явлением (особенно в Великобритании, где они были очень мало распространены и вообще не использовались после 1930-х годов), они получили определённую популярность в нескольких странах.

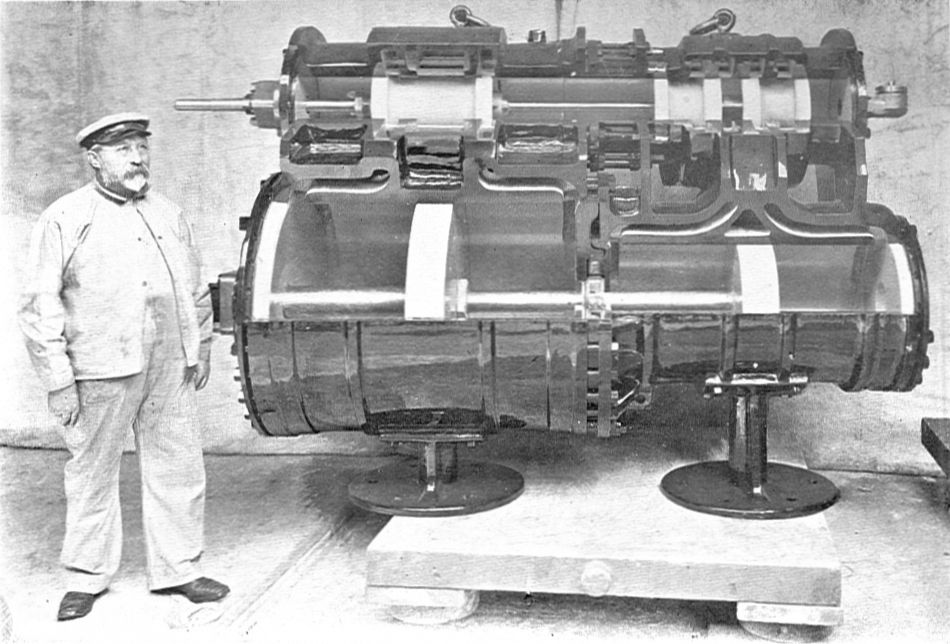
Тандемные компаунд цилиндры и поршни-клапаны. 1907

### Множественное расширение

Упрощённая схема паровой машины с тройным расширением. Пар высокого давления (красный цвет) от котла проходит через машину, выходя в конденсатор при низком давлении (голубой цвет)

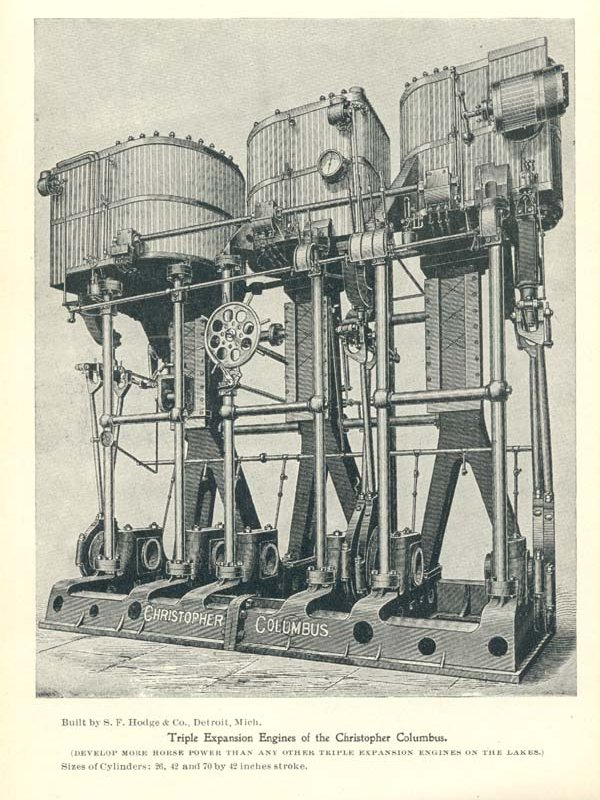
Паровой двигатель тройного расширения. 1890-е

Логичным развитием схемы компаунда стало добавление в неё дополнительных стадий расширения, что увеличивало эффективность работы. Результатом стала схема множественного расширения, известная как машины тройного или даже четырёхкратного расширения. Такие паровые машины использовали серии цилиндров двойного действия, объём которых увеличивался с каждой стадией. Иногда вместо увеличения объёма цилиндров низкого давления использовалось увеличение их количества, так же, как и на некоторых компаундных машинах.
Изображение справа показывает работу паровой машины с тройным расширением. Пар проходит через машину слева направо. Блок клапанов каждого цилиндра расположен слева от соответствующего цилиндра.
Появление этого типа паровых машин стало особенно актуальным для флота, поскольку требования к размеру и весу для судовых машин были не очень жёсткими, а главное, такая схема позволяла легко использовать конденсатор, возвращающий отработанный пар в виде пресной воды обратно в котёл (использовать солёную морскую воду для питания котлов было невозможно). Наземные паровые машины обычно не испытывали проблем с питанием водой и потому могли выбрасывать отработанный пар в атмосферу. Поэтому такая схема для них была менее актуальной, особенно с учётом её сложности, размера и веса. Доминирование паровых машин множественного расширения закончилось только с появлением и широким распространением паровых турбин. Однако в современных паровых турбинах используется тот же принцип разделения потока на секции высокого, среднего и низкого давления.

### Прямоточные паровые машины

Прямоточная паровая машина

Прямоточные паровые машины возникли в результате попытки преодолеть один недостаток, свойственный паровым машинам с традиционным парораспределением. Дело в том, что пар в обычной паровой машине постоянно меняет направление своего движения, поскольку и для впуска и для выпуска пара применяется одно и то же окно с каждой стороны цилиндра. Когда отработанный пар покидает цилиндр, он охлаждает его стенки и парораспределительные каналы. Свежий пар, соответственно, тратит определённую часть энергии на их нагревание, что приводит к падению эффективности.
Прямоточные паровые машины имеют дополнительное окно, которое открывается поршнем в конце каждой фазы, и через которое пар покидает цилиндр. Это повышает эффективность машины, поскольку пар движется в одном направлении, и температурный градиент стенок цилиндра остаётся более или менее постоянным. Прямоточные машины одиночного расширения показывают примерно такую же эффективность, как компаундные машины с обычным парораспределением. Кроме того, они могут работать на более высоких оборотах, и потому до появления паровых турбин часто применялись для привода электрогенераторов, требующих высокой скорости вращения.
Прямоточные паровые машины бывают как одиночного, так и двойного действия.

## Паровые турбины
Паровая турбина представляет собой барабан либо серию вращающихся дисков, закреплённых на единой оси, их называют ротором турбины, и серию чередующихся с ними неподвижных дисков, закреплённых на основании, называемых статором. Диски ротора имеют лопатки на внешней стороне, пар подаётся на эти лопатки и крутит диски. Диски статора имеют аналогичные (в активных, либо подобные в реактивных) лопатки, установленные под противоположным углом, которые служат для перенаправления потока пара на следующие за ними диски ротора. Каждый диск ротора и соответствующий ему диск статора называются ступенью турбины. Количество и размер ступеней каждой турбины подбираются таким образом, чтобы максимально использовать полезную энергию пара той скорости и давления, который в неё подаётся. Выходящий из турбины отработанный пар поступает в конденсатор. Турбины вращаются с очень высокой скоростью, и поэтому при передаче вращения на другое оборудование обычно используются специальные понижающие трансмиссии. Кроме того, турбины не могут изменять направление своего вращения, и часто требуют дополнительных механизмов реверса (иногда используются дополнительные ступени обратного вращения).
Турбины превращают энергию пара непосредственно во вращение и не требуют дополнительных механизмов преобразования возвратно-поступательного движения во вращение. Кроме того, турбины компактнее возвратно-поступательных машин и имеют постоянное усилие на выходном валу. Поскольку турбины имеют более простую конструкцию, они, как правило, требуют меньшего обслуживания.
Основной сферой применения паровых турбин является выработка электроэнергии (около 86 % мирового производства электроэнергии производится турбогенераторами, которые приводятся во вращение паровыми турбинами), кроме того, они часто используются в качестве судовых двигателей (в том числе на атомных кораблях и подводных лодках). Было также построено некоторое количество паротурбовозов, но они не получили широкого распространения и были быстро вытеснены тепловозами и электровозами.

## Другие типы паровых двигателей
Кроме поршневых паровых машин, в XIX веке активно использовались роторные паровые машины. В России, во второй половине XIX века они назывались «коловратные машины». Их было несколько типов, но наиболее успешной и эффективной была «коловратная машина» петербургского инженера-механика Н. Н. Тверского. Машина представляла собой цилиндрический корпус, в котором вращался ротор-крыльчатка, а запирали камеры расширения особые запорные барабанчики. «Коловратная машина» Н. Н. Тверского не имела ни одной детали, которая бы совершала возвратно-поступательные движения и была идеально уравновешена.
Двигатель Тверского создавался и эксплуатировался преимущественно на энтузиазме его автора, однако он использовался во многих экземплярах на малых судах, на фабриках и для привода динамо-машин. Один из двигателей даже установили на императорской яхте «Штандарт», а в качестве расширительной машины — с приводом от баллона со сжатым аммиаком, этот двигатель приводил в движение в подводном положении одну из первых экспериментальных подводных лодок — «подводную миноноску», которая испытывалась Н. Н. Тверским в 1880-х годах в водах Финского залива.
Однако, со временем, когда паровые машины были вытеснены двигателями внутреннего сгорания и электромоторами, «коловратная машина» Н. Н. Тверского была практически забыта. Однако эти «коловратные машины» можно считать прообразами сегодняшних роторных двигателей внутреннего сгорания.

## Применение

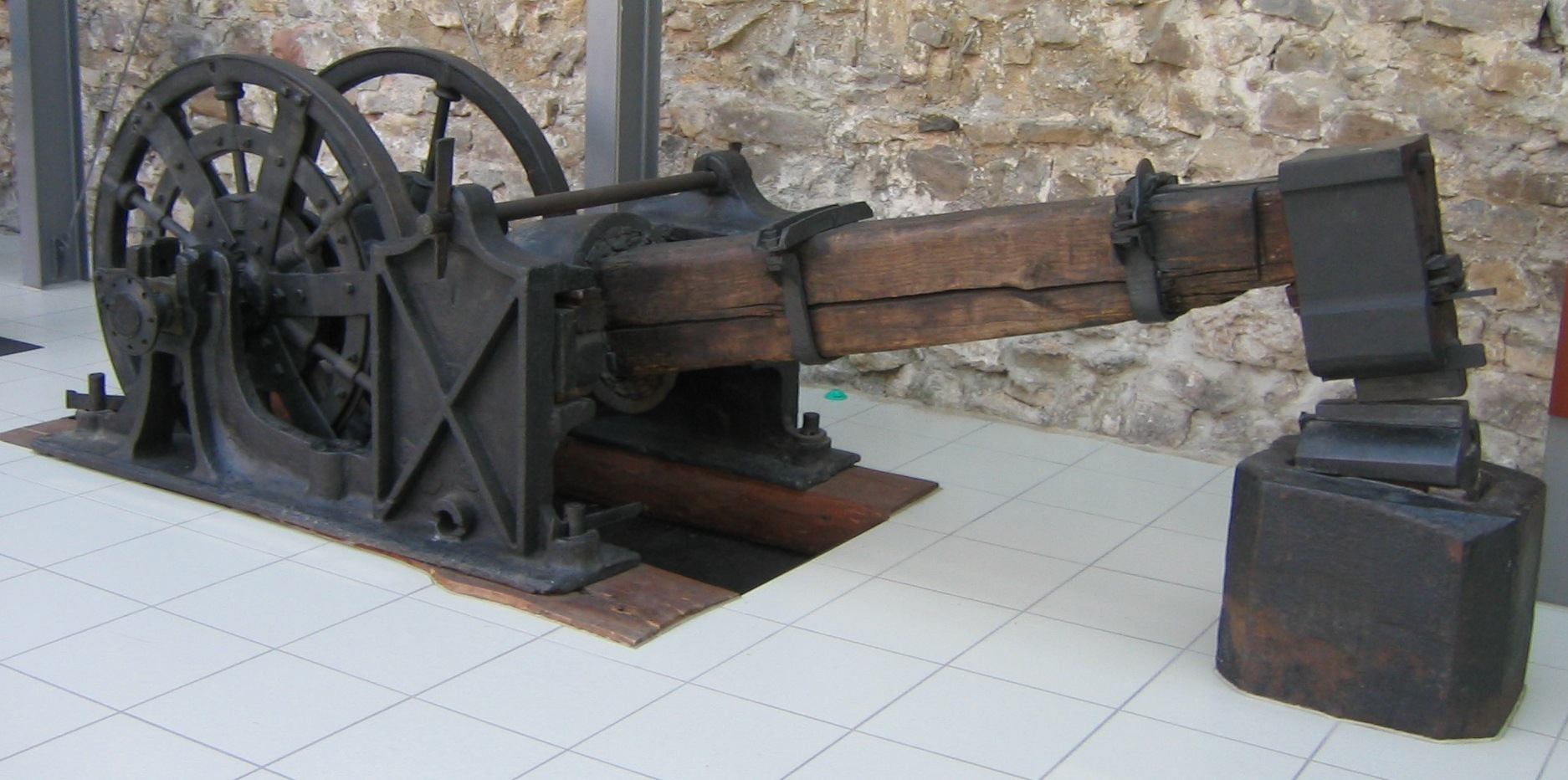
Паровой молот

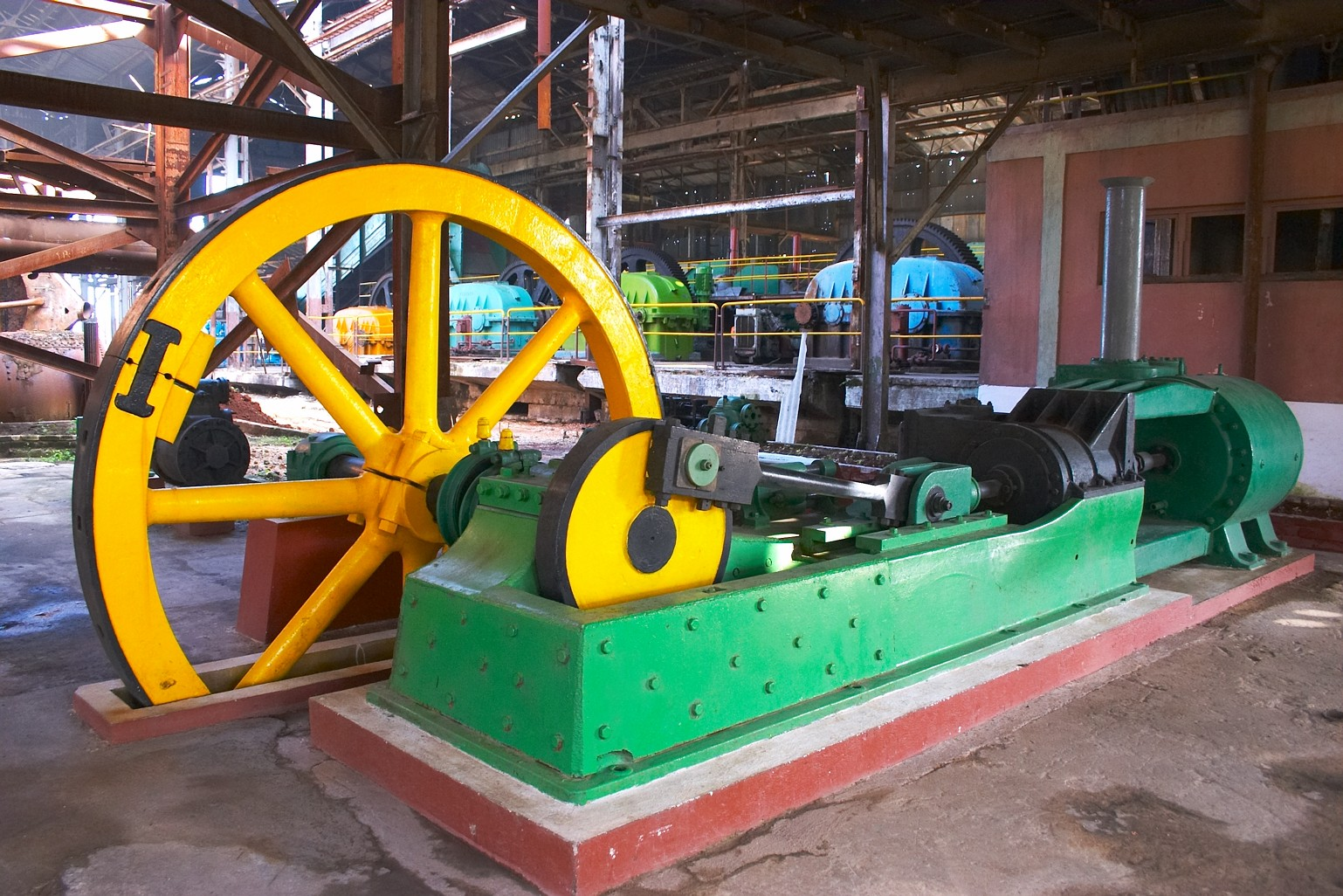
Паровая машина на старой сахарной фабрике, Куба

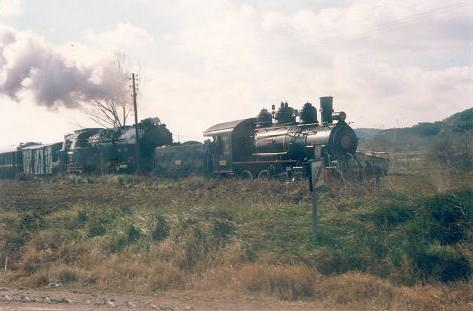
Паровоз

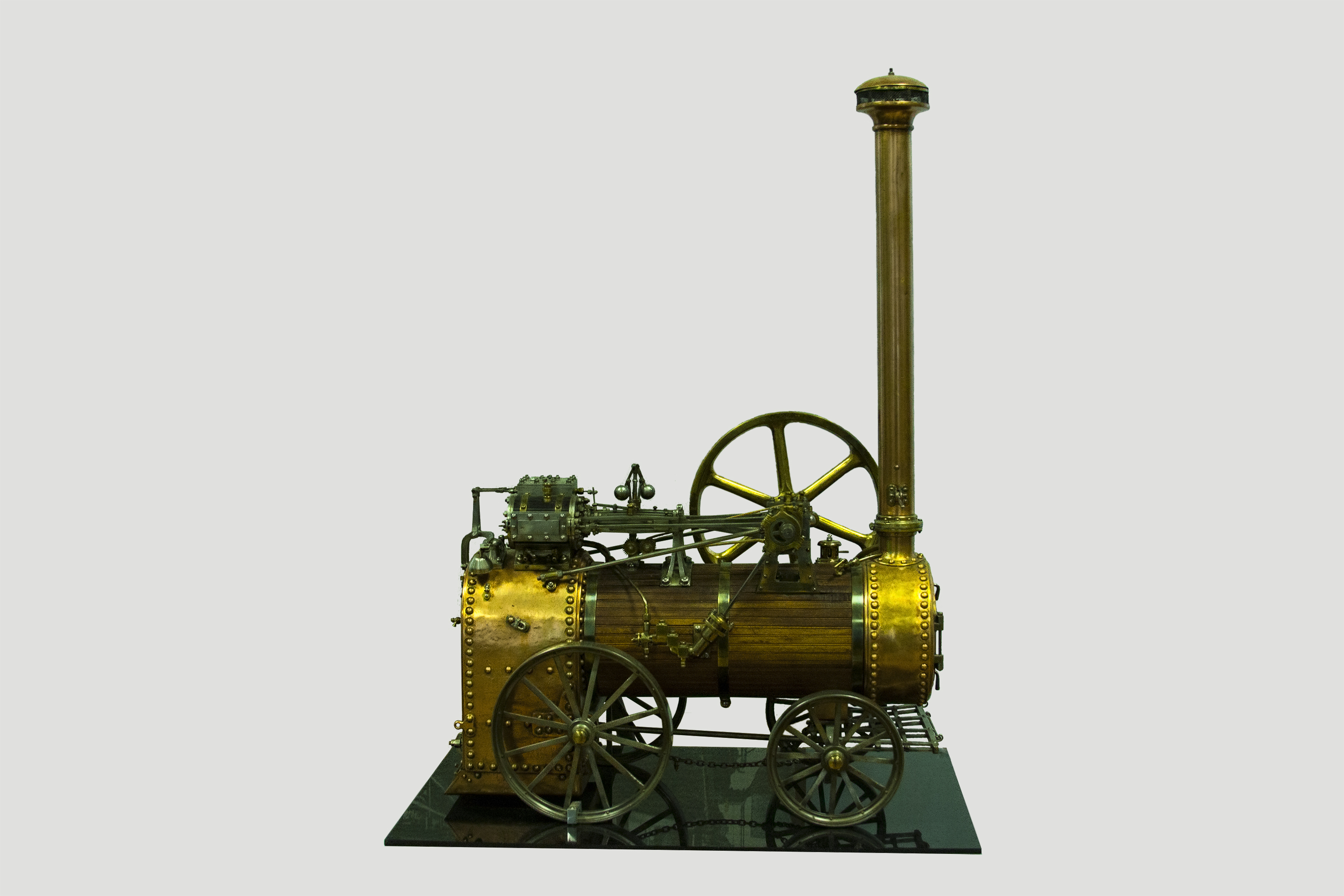
Паровая машина в московском Политехническом музее

Вплоть до середины XX века паровые машины широко применялись в тех областях, где их положительные качества (большая надёжность, возможность работы с большими колебаниями нагрузки, возможность длительных перегрузок, долговечность, невысокие эксплуатационные расходы, простота обслуживания и лёгкость реверсирования) делали применение паровой машины более целесообразным, чем применение других двигателей, несмотря на её недостатки, вытекающие главным образом из наличия кривошипно-шатунного механизма. К таким областям относятся: железнодорожный транспорт, водный транспорт, где паровая машина делила своё применение с двигателями внутреннего сгорания и паровыми турбинами; промышленные предприятия с силовым и тепловым потреблением: сахарные заводы, спичечные, текстильные, бумажные фабрики, отдельные пищевые предприятия. Характер теплового потребления этих предприятий определял тепловую схему установки и соответствующий ей тип теплофикационной паровой машины: с концевым или промежуточным отбором пара.
Теплофикационные установки дают возможность уменьшать на 5—20 % расход топлива по сравнению с раздельным и установками, состоящими из конденсационных паровых машин и отдельных котёльных, производящих пар на технологические процессы и отопление.
Проведённые в СССР исследования показали целесообразность перевода раздельных установок на теплофикационные путём введения регулируемого отбора пара из ресивера паровой машины двойного расширения. Возможность работы на любых видах топлива делала целесообразным применение паровых машин для работы на отходах производства и сельского хозяйства: на лесозаводах, в локомобильных установках и т. п., особенно при наличии теплового потребления, как, например, на деревообрабатывающих предприятиях, имеющих горючие отходы и потребляющих низкопотенциальное тепло для целей сушки лесоматериалов.
Паровая машина удобна для применения в безрельсовом транспорте (паровой автомобиль, паровой грузовик, паровой экскаватор, паровой самолёт), так как не требует коробки скоростей, однако она не получила распространения из-за некоторых неразрешимых конструктивных трудностей.
Паровые машины использовались как приводной двигатель в насосных станциях, локомотивах, на паровых судах, тягачах, подъёмных кранах, землеройных машинах и других транспортных средствах и механизмах. Паровые машины способствовали широкому распространению коммерческого использования машин на предприятиях и явились энергетической основой промышленной революции XVIII века. Поздние паровые машины были вытеснены двигателями внутреннего сгорания, паровыми турбинами и электромоторами, КПД которых выше.
В настоящее время паровая машина применяется для привода насосов, используемых в качестве резервных или при наличии источника пара, в условиях недоступности электроэнергии или невозможности применения электроэнергии или двигателя внутреннего сгорания по условиям пожарной безопасности. Поршневая паровая машина двойного действия без кривошипно-шатунного механизма используется для линейного привода поршневого насоса. Промышленностью выпускаются вертикальные и горизонтальные паровые насосы типа ПДВ и ПДГ, соответственно.
Паровые турбины, формально являющиеся разновидностью паровых машин, до сих пор широко используются в качестве приводов генераторов электроэнергии. Примерно 86 % электроэнергии, производимой в мире, вырабатывается с использованием паровых турбин.

### Нетрадиционные машины
На 4-м канале Британского телевидения с 1998 года проводится реалити-шоу «Scrapheap Challenge» («Вызов со свалки»), в котором друг против друга выступают две команды из трёх постоянных участников и одного специалиста. Командам даётся 10 часов для постройки заданной машины из частей, которые они находят на свалке металлолома, а затем устраиваются гонки. В 2007 году команды британских и американских инженеров строили колёсный пароход в духе Брюнеля. При этом британская команда использовала для управления паровой машиной электрическую систему с микровыключателями и соленоидными клапанами. Их пароход набрал скорость, близкую к дизельной лодке американской команды.
Airspeed 2000 — единственный практический паролёт.